# Mannequin Cemetery
Mannequin Cemetery è il sessantesimo album in studio del chitarrista statunitense Buckethead, pubblicato il 5 ottobre 2013 dalla Hatboxghost Music.

## Descrizione
Trentesimo disco appartenente alla serie "Buckethead Pikes", Mannequin Cemetery è stato pubblicato esattamente un giorno dopo l'uscita di Feathers, ovvero il 28º album appartenente alla medesima serie.

## Tracce
Musiche di Buckethead.
1. Melted Glasses – 2:45
2. Purse of Holes – 3:29
3. Cobwebs in the Calf – 3:46
4. Faded Fingernail Polish – 3:24
5. Hat That Smells Like an Old Bookstore – 2:28
6. Where Rings Were – 3:33
7. Piles of Parts – 3:19
8. Shoes Without Socks – 3:08
9. Mannequin Cemetery – 4:36

## Formazione
- Buckethead – chitarra, basso, programmazione